# Rrok Gjonlleshaj
Rrok Gjonlleshaj (Veleža, Kosovo, 10. veljače 1961.) prelat je Katoličke Crkve. Trenutno obnaša dužnost barskog nadbiskupa. Obnašao je i dužnost kotorskog apostolskog upravitelja u periodu od 2023. do 2024. godine. 

## Životopis
Po završetku osnovne škole u rodnoj Veleži, filozofske i teološke studije pohađao je u Rijeci. Za svećenika je zaređen 1987. za Apostolsku administraturu u Prizrenu. Nakon svećeničkog ređenja obnašao je svećeničku službu u više župa, najprije kao vikar, a zatim kao župnik. Bio je ravnatelj Radio Marije na albanskome jeziku i suradnik vjersko-kulturne revije Drita. Do imenovanja nadbiskupom barskim bio je župnik župe sv. Antuna u Prištini i ekonom Apostolske administrature u Prizrenu. Papa Franjo je 5. travnja 2016. prihvatio ostavku dotadašnjeg barskog nadbiskupa msgr. Zefa Gashia, te za novoga nadbiskupa imenovao msgr. Gjonlleshaja.